# Sân bay Bulgan, Khovd
Sân bay Bulgan là một sân bay công cộng nằm tại Bulgan, thủ phủ tỉnh Khovd tại Mông Cổ.